# Старожитності (газета)
«Старожитності» — газета науково-історичного та культурно-освітнього спрямування. Видавалася в Києві упродовж 1990—95. Виходила як місячник (1990—91), двотижневик (з 1992), двомісячник (з 1995). Заснована в липні 1990 редакцією науково-популярного ілюстрованого журналу Українського товариства охорони пам'яток історії та культури і Українського фонду культури «Пам'ятки України» . Пізніше до кола співзасновників видання увійшов Інститут української археографії та джерелознавства імені М. С. Грушевського НАН України. Вийшло 72 номери в 50-ти випусках. Редактори: А.Сєриков (1990—92), І.Гирич (1992—95). Наклад видання коливався від 50 тис. (1990) до 1200 (1995) примірників. Друкувалися розвідки та матеріали майже з усіх періодів української історії, а також з боністики, генеалогії (див. Генеалогія історична, Генеалогія практична), геральдики, музеєзнавства, пам'яткознавства, сфрагістики, фалеристики та інших спеціальних історичних дисциплін, етнографії, фольклористики, мистецтва, історії культури, наукова та культурно-освітня хроніка, рецензії, бібліографічні нотатки. Публікувалися численні архівні документи та матеріали, чимало з яких були вперше введені до наукового обігу. Виходили спеціальні тематичні випуски, присвячені видатним історикам України: М.Грушевському (1991, № 7; 1992, № 18/19), В.Липинському (1992, № 7), І.Огієнку (1992, № 4) та ін. Вміщувалися інтерв'ю з сучасними українськими вченими: Марком Антоновичем (1993, № 19/24), Л.Винаром (1992, № 15), О.Вінтоняком (1992, № 10), Я.Дашкевичем (1992, № 16/17), А.Камінським (1992, № 8), О.Пріцаком (1992, № 9) та ін. Публікувалися численні передруки з української історіографічної спадщини, зокрема зі студій В.Біднова, І.Борщака, В.Луціва, М.Міллера, о. І.Назарка та ін. У «С.» були опубліковані «Конспект історії України» М.Брайчевського, передрук студії протоієрея А.Дублянського «Українські святі» та ін. праці. 1991—92 як додаток до «С.» видався дайджест російськомовної преси кінця 19 — поч. 20 ст. «Было: Иллюстрированное издание для всех по страницам старой прессы». Редактор — Т.Никитюк.